# Pterographium sicora
Pterographium sicora is een vlindersoort uit de familie van de prachtvlinders (Riodinidae), onderfamilie Riodininae.
Pterographium sicora werd in 1875 beschreven door Hewitson.